# Jack Riley
John Horn „Jack” Riley (ur. 13 czerwca 1909 w Chicago, zm. 22 marca 1993 w Kenilworth) – amerykański zapaśnik walczący w stylu wolnym. Srebrny medalista olimpijski z Los Angeles 1932, w wadze ciężkiej.
Zawodnik New Trier High School z Winnetka, St. John's Military Academy z Delafield i Northwestern University. Dwa razy All-American (1931, 1932) w NCAA Division I, pierwszy w 1931 i 1932 roku.
Grał w rozgrywkach futbolu amerykańskiego w Boston Redskins w 1933 roku.

## Letnie Igrzyska Olimpijskie 1932
| Konkurencja       | Rundy eliminacyjne      | Rundy eliminacyjne | Rundy eliminacyjne       | Klas. końcowa |
| Konkurencja       | Przeciwnik I            | Przeciwnik II      | Przeciwnik III           | Miejsce       |
| ----------------- | ----------------------- | ------------------ | ------------------------ | ------------- |
| +87 kg styl wolny | Johan Richthoff (SWE) P | wolny los Z        | Nikolaus Hirschl (AUT) Z | 2.            |